# Просте складське свідоцтво
Просте складське свідоцтво є цінним товаророзпорядчим складським документом на пред'явника, що посвідчує право власності власника цінного паперу на товар, який зберігається на сертифікованому складі.
Просте складське свідоцтво так само як і подвійне складське свідоцтво видається власнику товару чи уповноваженій ним особі сертифікованим складом після прийняття товару на зберігання. Процедура видачі полягає у заповненні обов'язкових реквізитів у бланк, занесення складського свідоцтва до реєстру сертифікованого складу і присвоєння порядкового номера за цим реєстром. Заповнений бланк передається власнику товару, який передав товар на зберігання, або уповноваженій власником товару особі.
Складське свідоцтво видається окремо на кожний вид товару, визначений родовими або індивідуальними ознаками. Складське свідоцтво може бути видано на кожну погоджену між власником товару та сертифікованим складом кількість товару.